# GOOD EVENING WONDERFUL FIEND
GOOD EVENING WONDERFUL FIEND（グッドイヴニングワンダフルフィエンド）は、1985年9月にキャプテンレコードから発売されたTHE WILLARDの1stアルバム。

## 概要
ピクチャーディスクEP VANGUARD とライブチケット付属EP CONGRATULATIONという話題性のある2枚の先行シングルを受けて発売された初のアルバムで、バンド側もインディーズの枠を超えた売り上げを上げることに意欲的であった（『宝島』1985年6月号）。キャプテンレコードとしてもレーベル立ち上げ後初のリリース作品であり、プロモーションにも力が入った。8月8日にはNHK番組『インディーズの襲来』で「インディーズではラフィン・ノーズと人気を二分しているバンド」として新宿ロフトでのライブ風景が紹介された。8月18日には、新宿駅東口ステーション・スクエアでキャプテンレコード発足記念フリーライブ・イベント「好きよ!!キャプテン」が開催され、THE WILLARDはトリとして8000人の観衆の前で演奏することになった。しかし、このようなイベント・スケジュールに合わせての録音作業は順調とは言えず、『宝島』誌上で告知された発売予定は当初7月末から8月15日、9月3日と繰り下げられ、10月1日の日本青年館でのソロライブでようやく発売にこぎつけた。売り上げは公称2万枚（『DOLL』1989年6月号）で、配給が限られていた当時のインディーズアルバムとしては異例である。16ページのブックレット付。

## 収録曲
side A
1. JOLLY ROGERS
2. BORECIDE BOYS
3. GOOD EVENING WONDERFUL FIEND
4. NIGHTMARE
5. VANGUARD
6. TOO MUCH LOVE LIKE HELL

side B
1. THE END
2. BORN IN THE FAR EAST END
3. LAY TO REST
4. BONDAGE DREAM
5. VAIN FOR YOU(Congratulation)
6. C'MON WHIPS

## エジソン特典ソノシート
西新宿に本店を置き全国展開をはじめていたインディーズ・プログレ専門レコード店UKエジソンのアルバム初回特典としてMUSIC VISION Ltd.名義で製作されたソノシート。UKエジソンは、イベント「好きよ!!キャプテン」の協賛に名を連ねており、宝島社の音楽関連事業と協力関係にあったと考えられる。1983年に同じくソノシートとして出されたTHE WILLARDの1st EP『LA CADUTA DEGLI DEI』にも収録されていた「3 YEARS」「D-DAY OR LOST DAY」は別テイクで、新たに「WINTER SONG」が追加されている。THE WILLARDの東芝EMIからのメジャーデビューが決まっていた1986年5月、キャプテンレコードはこれに「SLOW DOWN」を加えて塩ビ盤で4曲入りピクチャーレコードWILL (EP)として発売、さらに翌1987年にクラウンレコードがUKエジソンと共に新たに立ち上げたレーベルVICEが再発した。CD化(1989年)はクラウンレコードのJ.A.P.レーベルによる。

### 収録曲
- 3YEARS
- D-DAY OR LOST DAY
- WINTER SONG

## CD化
1989年にキャプテンレコードによりCD化される。ボーナストラックとして、Search and Destroy（イギー・アンド・ザ・ストゥージズ）のカヴァーがボーナストラックとして追加。1986年にThe Willardは東芝EMIよりメジャーデビューしたため、キャプテンレコードよりCD化された唯一のThe Willard作品である。1998年、テイチクエンタテインメントからキャプテンレコードの他のアルバムとともに再発。2006年にはウルトラ・ヴァイヴ(旧SFC音楽出版)からKLAN(b.)によるリマスター盤として再発、WILL (EP)から「WINTER SONG」を除く3曲が新たにボーナストラックとして追加された。